# Schloss Königsborn (Alt Königsborn)

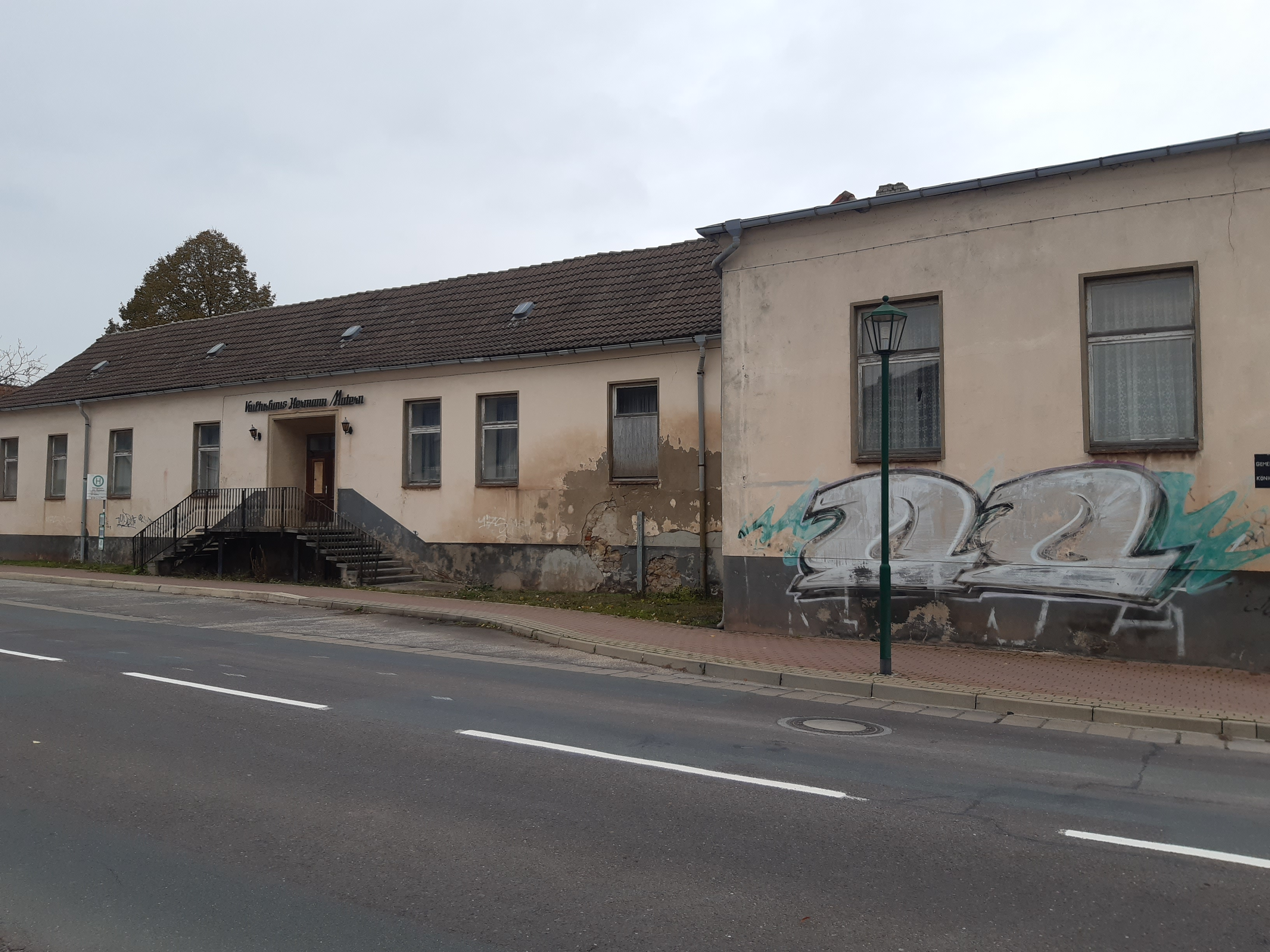
Mit Blick von der Bundesstraße 246

Das Schloss Königsborn, auch als Kulturhaus Königsborn bezeichnet, ist ein denkmalgeschütztes Bauwerk in Königsborn, einem Ortsteil der Gemeinde Biederitz im Landkreis Jerichower Land in Sachsen-Anhalt. Im örtlichen Denkmalverzeichnis ist das Schloss unter der Erfassungsnummer 094 76367 als Baudenkmal verzeichnet.

## Allgemeines
Es ist eines von zwei Bauwerken, die in der Literatur als Schloss Königsborn bezeichnet werden. Bei dem zweiten handelt es sich um den Gutshof Königsborn im sogenannten Neu Königsborn.
Das Bauwerk befindet sich unter der Adresse Möckerner Straße 9 in Königsborn.

## Geschichte
Während der Zeit von 1575 bis 1579 befand sich der Gutsbezirk Königsborn im Besitz von Oberst von Ziegesar, als Lohn für seine Kriegsdienste. Dieser ließ ein Renaissanceschloss errichten, welches während des Dreißigjährigen Krieges zerstört und danach wieder aufgebaut wurde. Von 1619 an befand sich das Schloss im Besitz der Familie von Tresckow, welche 1652 einen barocken Flügel anbauen ließ. In der Zeit von 1760 bis 1770 wurde das Gebäude zweigeschossig mit übergiebeltem Mittelrisalit zur Hofseite und einem breiten Risalit zur Gartenseite umgebaut. 1767 wurde durch den Kriegsrat Friedrich Gossler eine Seidenfabrik im Keller des Schlosses betrieben, während in Neu Königsborn ein neues Gutshaus entstand. Johann Gottlob Nathusius erwarb 1834 sowohl das Gutshaus als auch das Schloss und vererbte es seinem Sohn Wilhelm Engelhard von Nathusius. Durch die Bodenreform in der Sowjetischen Besatzungszone im Jahr 1945 wurden die Eigentümer enteignet und das Gebäude als Kulturhaus und Wohnhaus genutzt.

## Beschreibung
Rechtwinkliges Bauwerk mit Bausubstanz des Barock und der Renaissance. Das Bauwerk ist stark überformt und als Schloss nicht mehr erkennbar.